# جریان اصلی (فیلم)
جریان اصلی (به انگلیسی: Mainstream) یک فیلم کمدی-درام آمریکایی محصول سال ۲۰۲۰ به کارگردانی جیا کوپولا است که فیلمنامه آن را با تام استوارت نوشته‌است. اندرو گارفیلد، مایا هاک، نات وولف، جانی ناکسویل و جیسون شوارتزمن در این فیلم به ایفای نقش می‌پردازند.

## داستان
فیلم دربارهٔ سه دوست است که سعی دارند در دنیایی که تکنولوژی به سرعت در حال پیشرفت است، هویت خود را مخفی نگه دارند. اما …

## تولید
تصویربرداری اصلی در می ۲۰۱۹ آغاز شد. تولید در ۱۴ ژوئن ۲۰۱۹ به پایان رسید.

## انتشار فیلم
این فیلم اولین نمایش جهانی خود را در جشنواره فیلم ونیز در ۵ سپتامبر ۲۰۲۰ انجام داد. همچنین برای نمایش در جشنواره فیلم تلیوراید در سپتامبر ۲۰۲۰، قبل از لغو آن به دلیل همه‌گیری کووید-۱۹، انتخاب شد. در فوریه ۲۰۲۱، کمپانی آی‌اف‌سی فیلمز حقوق پخش فیلم را در ایالات متحده به دست آورد و آن را برای اکران در ۷ می ۲۰۲۱ تعیین کرد.

## پاسخ انتقادی
در وب‌سایت جمع‌آوری نقد راتن تومیتوز بر اساس ۳۰ بررسی، با میانگین امتیاز ۴٫۷/۱۰، دارای رتبه تأیید ۳۳٪ است. اجماع منتقدان می‌گوید: «بررسی‌های عموماً نامطلوب»